# إيلانسكي
إيلانسكي (بالروسية: Иланский) هي إحدى مدن روسيا في الكيان الفدرالي الروسي كراسنويارسك كراي.
يبلغ عدد سكانها 16,111 نسمة (حسب إحصاء عام 2010).